# نادي الأولمبيك المغربي
نادي الأولمبيك المغربي هو نادي كرة قدم مغربي تأسس سنة 1919 بحي أكدال بمدينة الرباط، اندمج بعدها مع الفريقين: جمعية الرباط وشرف العكاري (فريق مؤسسي) لتشكيل فريق جديد يسمى الجمعية الرياضية الشرف الأولمبية المغربية (ASCOM)، لكن بعض الأقسام لا تزال موجودة مثل أقسام التنس والتجديف باسم نادي الأولمبيك المغربي.

## التاريخ
تأسس نادي الأولمبيك المغربي سنة 1919، وانحل في الخمسينات، لكن لا تزال بعض الأقسام الأخرى موجودة مثل أقسام التنس والتجديف تحت الاسم الأصلي للنادي أولمبيك المغرب، اختفى قسم كرة القدم في النادي عام 1956 بعد اندماج الفريقين: جمعية الرباط (المعروفة سابقا باسم SC الرباط) وشرف العكاري (فريق الشركات) لتشكيل الفريق الجديد المسمى الجمعية الرياضية الشرف الأولمبية المغربية (ASCOM)، وهو الفريق الذي شارك في قسم الشرف للبطولة المغربية خلال الموسم. 1957/58 دون أن يعرف النجاح، أنهى مسيرته في المركز الأخير في الترتيب النهائي وغادر قسم النخبة.
حصل نادي الأولمبيك على العديد من الألقاب منها ست بطولات للدوري المغربي لكرة القدم.

## الألقاب
- بطولة الرابطة المغربية لكرة القدم (6) :
  - 1921، 1923، 1925، 1930، 1936، 1937
- بطولة الرابطة المغربية القسم الثاني (2) :
  - 1941، 1949
- كأس شمال إفريقيا لكرة القدم (1) :
  - 1938
- بطولة شمال إفريقيا لكرة القدم :
  - النهائي : 1930